# Cuatro Caminos (Madrid)
Cuatro Caminos es un barrio administrativo de Madrid perteneciente al distrito de Tetuán y situado en la zona noroeste de la ciudad. Recibe el nombre de la glorieta de Cuatro Caminos, importante nudo de comunicaciones madrileño.
Los límites del barrio son, al sur, la calle Raimundo Fernández Villaverde, al norte con la calle de San Germán, que lo separa del barrio de Castillejos; al oeste con la calle Bravo Murillo y al este con el paseo de la Castellana. 
Al sureste del barrio se encuentra una de los centros económicos de Madrid, AZCA.

## Transportes
Cercanías Madrid
El barrio de Cuatro Caminos posee la estación de Nuevos Ministerios en el extremo sureste (con las líneas de Cercanías de Madrid C-2, C-3, C-4, C-7, C-8 y C-10)
Metro de Madrid
Las líneas 1, 2, 6, 8 y 10 del Metro de Madrid dan servicio al barrio.
- La línea 1 recorre el oeste del distrito parando en Cuatro Caminos, Alvarado y Estrecho.
- La línea 2 da servicio al extremo suroccidental del barrio en Cuatro Caminos.
- La línea 6 da servicio al sur del barrio con las estaciones de Cuatro Caminos y Nuevos Ministerios.
- La línea 8 da servicio al extremo suroriental del barrio en Nuevos Ministerios.
- La línea 10 recorre el paseo de la Castellana, al este, con parada en Nuevos Ministerios y Santiago Bernabéu.

Autobuses
Dentro de la red de la Empresa Municipal de Transportes de Madrid, las siguientes líneas prestan servicio a barrios de este barrio:
| Línea | Terminales                                 |
| ----- | ------------------------------------------ |
| 3     | Puerta de Toledo – San Amaro               |
| 5     | Sol-Sevilla – Estación de Chamartín        |
| 14    | Conde de Casal – Pío XII                   |
| 27    | Embajadores – Plaza de Castilla            |
| 37    | Cuatro Caminos – Puente de Vallecas        |
| 40    | Tribunal – Alfonso XIII                    |
| 43    | Felipe II – Estrecho                       |
| 45    | Legazpi – Reina Victoria                   |
| 64    | Cuatro Caminos – Pitis                     |
| 66    | Cuatro Caminos – Fuencarral                |
| 120   | Plaza de Lima – Hortaleza                  |
| 124   | Cuatro Caminos – Lacoma                    |
| 126   | Nuevos Ministerios – Barrio del Pilar      |
| 127   | Cuatro Caminos – Ciudad de los Periodistas |
| 128   | Cuatro Caminos – Barrio del Pilar          |
| 147   | Callao – Barrio del Pilar                  |
| 149   | Tribunal – Plaza de Castilla               |
| 150   | Sol-Sevilla – Virgen del Cortijo           |
| C1    | Circular 1                                 |
| C2    | Circular 2                                 |
| F     | Cuatro Caminos – Ciudad Universitaria      |
| N22   | Cibeles – Barrio de La Paz                 |
| N23   | Cibeles – Montecarmelo                     |
| N24   | Cibeles – Las Tablas                       |
| NC1   | Circular 1                                 |
| NC2   | Circular 2                                 |